# Helicia grandifolia
Helicia grandifolia är en tvåhjärtbladig växtart som beskrevs av Paul Lecomte. Helicia grandifolia ingår i släktet Helicia och familjen Proteaceae. Inga underarter finns listade i Catalogue of Life.